# Liste des biens culturels importants du Japon (époque de Heian : bâtiments)
Cette liste présente les structures du Japon datant de l'époque de Heian (794–1185) qui sont désignées biens culturels importants (dont les *trésors nationaux),.

## Structures

### Début de l'époque de Heian
Sept sites comportant un nombre égal d'éléments sont ainsi désignés, dont quatre trésors nationaux. Malgré le transfert de la capitale à Heian-kyō en raison des pertes dues aux incendies et aux guerres, tous ces sites se trouvent dans la préfecture de Nara, sauf un tō de pierre dans la préfecture de Gunma. Les structures de Tōdai-ji font partie du patrimoine mondial de l'UNESCO au titre des monuments historiques de l'ancienne Nara et celui de Hōryū-ji fait partie du patrimoine mondial de la liste des monuments bouddhistes de la région de Hōryū-ji.
| Structure                                                                    | Date     | Municipalité | Préfecture | Commentaires | Image | Coordonnées                   | Ref. |
| ---------------------------------------------------------------------------- | -------- | ------------ | ---------- | ------------ | ----- | ----------------------------- | ---- |
| Tōba (塔婆) tōba                                                             | 801      | Kiryū        | Gunma      |              |       | 36° 25′ 44″ N, 139° 13′ 14″ E |      |
| Kon-dō de *Murō-ji (室生寺金堂) Murōji kondō                                 | 794-929  | Uda          | Nara       |              |       | 34° 32′ 15″ N, 136° 02′ 28″ E |      |
| Pagode à cinq étages de *Murō-ji (室生寺五重塔) Murōji gojūnotō              | 710-1184 | Uda          | Nara       |              |       | 34° 32′ 18″ N, 136° 02′ 25″ E |      |
| Repositoire Kanjinsho de Tōdai-ji (東大寺勧進所経庫) Tōdaiji kanjinsho kyōko | 794-929  | Nara         | Nara       |              |       | 34° 41′ 19″ N, 135° 50′ 14″ E |      |
| Repositoire Hokke-dō de Tōdai-ji (東大寺法華堂経庫) Tōdaiji Hokkedō kyōko    | 794-929  | Nara         | Nara       |              |       | 34° 41′ 17″ N, 135° 50′ 39″ E |      |
| Kōfūzō de *Hōryū-ji (法隆寺綱封蔵) Hōryūji kōfūzō                            | 794-929  | Ikaruga      | Nara       |              |       | 34° 36′ 52″ N, 135° 44′ 08″ E |      |
| Pagode ouest de *Taima-dera (當麻寺西塔) Taimadera saitō                     | 794-929  | Katsuragi    | Nara       |              |       | 34° 30′ 56″ N, 135° 41′ 40″ E |      |

(liste complète au 19 mai 2012)

### Milieu de l'époque de Heian
Cinq sites composés de huit structures sont désignés biens culturels importants, tous sauf un également trésors nationaux. Le bâtiment du phénix à Byōdō-in est désigné comme site unique avec quatre structures différentes. La pagode à cinq étages de Daigo-ji est la plus ancienne construction au sein des limites actuelles de la ville de Kyoto. Les deux font partie du patrimoine mondial au titre des monuments historiques de l'ancienne Kyoto.
| Structure | Date      | Municipalité | Préfecture          | Commentaires                | Image | Coordonnées                   | Ref. |
| --- | --------- | ------------ | ------------------- | --------------------------- | ----- | ----------------------------- | ---- |
| Pagode à cinq étages de *Daigo-ji (醍醐寺五重塔) Daigōji gojūnotō                                                       | 952       | Kyoto        | Kyoto               |                             |       | 34° 57′ 02″ N, 135° 49′ 20″ E |      |
| Bâtiment du phénix (bâtiment central) de *Byōdō-in (平等院鳳凰堂 (中堂)) Byōdōin hōōdō (chūdō)                          | 1053      | Uji          | Kyoto               |                             |       | 34° 53′ 21″ N, 135° 48′ 28″ E |      |
| Bâtiment du phénix (couloir de l'aile sud) de *Byōdō-in (平等院鳳凰堂 (両翼廊 (南))) Byōdōin hōōdō (ryōyokurō (minami)) | 1053      | Uji          | Kyoto               |                             |       | 34° 53′ 22″ N, 135° 48′ 28″ E |      |
| Bâtiment du phénix (couloir de l'aile nord) de *Byōdō-in (平等院鳳凰堂 (両翼廊 (北))) Byōdōin hōōdō (ryōyokurō (kita))  | 1053      | Uji          | Préfecture de Kyoto |                             |       | 34° 53′ 21″ N, 135° 48′ 28″ E |      |
| Bâtiment du phénix (couloir de l'aile nord) de *Byōdō-in (平等院鳳凰堂 (尾廊)) Byōdōin hōōdō (birō)                     | 1053      | Uji          | Kyoto               |                             |       | 34° 53′ 21″ N, 135° 48′ 27″ E |      |
| Shōrō de *Hōryū-ji (法隆寺鐘楼) Hōryūji shōrō                                                                           | 1005-1020 | Ikaruga      | Nara                |                             |       | 34° 36′ 53″ N, 135° 44′ 04″ E |      |
| Grand bâtiment de lecture de *Hōryū-ji (法隆寺大講堂) Hōryūji daikōdō                                                   | 990       | Ikaruga      | Nara                |                             |       | 34° 36′ 53″ N, 135° 44′ 03″ E |      |
| Tour des mille trésors de Bouddha (多宝千仏石幢) tahō senbutsu sekitō                                                   | 1084      | Dazaifu      | Fukuoka             | uu musée national de Kyūshū |       | 33° 31′ 06″ N, 130° 32′ 19″ E |      |

(liste complète au 19 mai 2012)

### Fin de l'époque de Heian
Trente-cinq sites comportant trente-six éléments ont été ainsi désignés, dont quatorze trésors nationaux. Les plus anciennes structures, hormis les quatre tō en pierre hors des préfectures de Nara et Kyoto, datent de la seconde moitié du XIe siècle ou du début du XIIe siècle. Ceux de Chūson-ji font partie du patrimoine mondial des sites représentant le Bouddhisme de la Terre pure. Buraku-ji dans la préfecture de Kōchi, Shikoku et Fuki-ji dans la préfecture d'Ōita, Kyūshū, contiennent les plus anciennes structures en bois en dehors de Honshū. Le honden d'Ujigami-jinja est le plus ancien bâtiment de sanctuaire shinto en bois, tandis que deux exemplaires en pierre de la ville de Yamagata sont les plus anciens torii.
| Structure                                                                                  | Date        | Municipalité  | Préfecture | Commentaires | Image | Coordonnées                   | Ref. |
| ------------------------------------------------------------------------------------------ | ----------- | ------------- | ---------- | --- | ----- | ----------------------------- | ---- |
| Ganjōjuin Hōtō (願成就院宝塔) Ganjōjuin hōtō                                               | 1086-1184   | Hiraizumi     | Iwate      | |       | 39° 00′ 06″ N, 141° 06′ 07″ E |      |
| Gorintō de Shakuin (釈尊院五輪塔) Shakuin gorintō                                          | 1169        | Hiraizumi     | Iwate      | |       | 39° 00′ 03″ N, 141° 05′ 55″ E |      |
| *Chūson-ji Konjikidō (中尊寺金色堂) Chūsonji Konjikidō                                     | 1124        | Hiraizumi     | Iwate      | |       | 39° 00′ 05″ N, 141° 05′ 59″ E |      |
| Dépôt de sūtra de Chūson-ji (中尊寺経蔵) Chūsonji kyōzō                                    | 1064-1184   | Hiraizumi     | Iwate      | |       | 39° 00′ 06″ N, 141° 05′ 58″ E |      |
| Kōzō-ji Amidadō (高蔵寺阿弥陀堂) Kōzōji Amidadō                                            | 1177        | Kakuda        | Miyagi     | |       | 38° 00′ 00″ N, 140° 43′ 06″ E |      |
| Torii (鳥居) torii                                                                         | 1086-1184   | Yamagata      | Yamagata   | |       | 38° 13′ 43″ N, 140° 19′ 44″ E |      |
| Torii de Hachiman Jinja (Yamagata) (八幡神社鳥居) Hachiman Jinja torii                     | 1086-1184   | Yamagata      | Yamagata   | |       | 38° 12′ 09″ N, 140° 19′ 14″ E |      |
| *Shiramizu Amidadō (八幡神社鳥居) Shiramizu Amidadō                                        | 1160        | Iwaki         | Fukushima  | |       | 37° 02′ 11″ N, 140° 50′ 14″ E |      |
| Gorintō (五輪塔) gorintō                                                                   | 1181        | Tamakawa      | Fukushima  | |       | 37° 13′ 45″ N, 140° 24′ 42″ E |      |
| Hon-dō de *Ishiyama-dera (石山寺本堂) Ishiyamadera hondō                                   | 1096        | Ōtsu          | Shiga      | |       | 34° 57′ 38″ N, 135° 54′ 20″ E |      |
| Honden de *Ujigami-jinja (宇治上神社本殿) Ujigami Jinja honden                             | 1086-1184   | Uji           | Kyoto      | |       | 34° 53′ 31″ N, 135° 48′ 41″ E |      |
| Ōjõ Gokurakuin Amidadõ (往生極楽院阿弥陀堂) Ōjō Gokurakuin Amidadõ                         | 1148        | Kyoto         | Kyoto      | |       | 35° 07′ 10″ N, 135° 50′ 05″ E |      |
| Maison du trésor de Tō-ji (教王護国寺宝蔵) Kyōōgokokuji hōzō                               | 1086-1184   | Kyoto         | Kyoto      | |       | 34° 58′ 53″ N, 135° 44′ 56″ E |      |
| Salle de lecture de Kōryū-ji (広隆寺講堂) Kõryūji kõdõ                                     | 1165        | Kyoto         | Kyoto      | |       | 35° 00′ 54″ N, 135° 42′ 23″ E |      |
| Pagode à trois étages de *Jōruri-ji (浄瑠璃寺三重塔) Jōruriji sanjūnotõ                    | before 1178 | Kyoto         | Kyoto      | |       | 34° 42′ 56″ N, 135° 52′ 25″ E |      |
| Hon-dō de *Jōruri-ji (浄瑠璃寺本堂) Jōruriji hondō                                         | 1157        | Kizugawa      | Kyoto      | |       | 34° 42′ 56″ N, 135° 52′ 22″ E |      |
| Kon-dō de *Daigo-ji (醍醐寺金堂) Daigoji kondō                                             | 1086-1184   | Kyoto         | Kyoto      | |       | 34° 57′ 05″ N, 135° 49′ 18″ E |      |
| Yakushidō de *Daigo-ji (醍醐寺薬師堂) Daigoji Yakushidō                                    | 1121        | Kyoto         | Kyoto      | |       | 34° 56′ 44″ N, 135° 50′ 19″ E |      |
| Tahōtō de Kongō-ji (金剛寺多宝塔) Kongōji tahōtō                                           | 1086-1184   | Kawachinagano | Osaka      | |       | 34° 25′ 42″ N, 135° 31′ 46″ E |      |
| Pagode à trois étages d' *Ichijō-ji (一乗寺三重塔) Ichijōji tahōtō                         | 1171        | Kasai         | Hyōgo      | |       | 34° 51′ 32″ N, 134° 49′ 08″ E |      |
| Kakurin-ji Jōgyōdō (鶴林寺常行堂) Kakurinji jōgyōdō                                        | 1086-1184   | Kakogawa      | Hyōgo      | |       | 34° 45′ 08″ N, 134° 49′ 56″ E |      |
| *Kakurin-ji Taishidō (鶴林寺太子堂) Kakurinji Taishidō                                     | 1112        | Kakogawa      | Hyōgo      | |       | 34° 45′ 08″ N, 134° 49′ 58″ E |      |
| Tōba en pierre d'Omiashi-jinja (於美阿志神社石塔婆) Omiashi Jinja ishi tōba                | 1086-1184   | Asuka         | Nara       | |       | 34° 27′ 24″ N, 135° 48′ 11″ E |      |
| Ancien rakandō de Fuki-ji (Kawanishi) (旧富貴寺羅漢堂) Fuki-ji Rakandō                     | 1086-1184   | Ikaruga       | Nara       | démonté et consolidé par le Tokyo Research Institute for Cultural Properties (en), puis réinstallé sur le site de Hōryū-ji |       | 34° 36′ 50″ N, 135° 44′ 16″ E |      |
| Gorintō (五輪塔) gorintō                                                                   | 1086-1184   | Katsuragi     | Nara       | |       | 34° 31′ 09″ N, 135° 41′ 43″ E |      |
| Murō-ji Nōkyōtō (室生寺納経塔) Murōji nōkyōtō                                              | 1086-1184   | Uda           | Nara       | |       | 34° 32′ 18″ N, 136° 02′ 22″ E |      |
| Hōryū-ji Tsumamuro (法隆寺妻室) Hōryūji tsumamuro                                          | 1121        | Ikaruga       | Nara       | |       | 34° 36′ 52″ N, 135° 44′ 07″ E |      |
| Chambre de pierre de Butsuryū-ji (仏隆寺石室) Butsuryūji sekishitsu                        | 1086-1184   | Uda           | Nara       | |       | 34° 30′ 56″ N, 136° 00′ 35″ E |      |
| Pagode à sept étages d'Eizan-ji (榮山寺七重塔) Eizanji shijijūnotō                         | 1086-1184   | Gojō          | Nara       | |       | 34° 21′ 21″ N, 135° 43′ 13″ E |      |
| *Taima-dera Hon-dō (Mandala-dō) (當麻寺本堂(曼荼羅堂)) Taimadera hondō (mandala-dō)        | 1161        | Katsuragi     | Nara       | |       | 34° 30′ 58″ N, 135° 41′ 41″ E |      |
| *Sanbutsu-ji Oku-no-in (Nageire-dō) (三仏寺奥院(投入堂)) Sanbutsuji oku-no-in (nageire-dō) | 1086-1184   | Misasa        | Tottori    | |       | 35° 23′ 47″ N, 133° 57′ 34″ E |      |
| Getsurin-ji (Yamaguchi) Yakushidō (月輪寺薬師堂) Getsurinji Yakushidō                      | 1086-1184   | Yamaguchi     | Yamaguchi  | |       | 34° 08′ 36″ N, 131° 43′ 15″ E |      |
| *Buraku-ji Yakushidō (豊楽寺薬師堂) Burakuji Yakushidō                                     | 1151        | Ōtoyo         | Kōchi      | |       | 33° 47′ 32″ N, 133° 43′ 38″ E |      |
| Gorintō (五輪塔) gorintō                                                                   | 1170        | Usuki         | Ōita       | |       | 33° 05′ 23″ N, 131° 45′ 43″ E |      |
| Gorintō (五輪塔) gorintō                                                                   | 1172        | Usuki         | Ōita       | |       | 33° 05′ 23″ N, 131° 45′ 43″ E |      |
| *Fuki-ji Ōdō (五輪塔) Fukiji Ōdō                                                           | 1086-1184   | Bungotakada   | Ōita       | |       | 33° 32′ 16″ N, 131° 31′ 43″ E |      |

(liste complète au 19 mai 2012)

## Source de la traduction
- (en) Cet article est partiellement ou en totalité issu de l’article de Wikipédia en anglais intitulé « List of Important Cultural Properties of Japan (Heian period: structures) » (voir la liste des auteurs).